# Eccoptomera ligustica
Eccoptomera ligustica is een vliegensoort uit de familie van de afvalvliegen (Heleomyzidae). De wetenschappelijke naam van de soort is voor het eerst geldig gepubliceerd in 1983 door Canzoneri, Rampini & Rossi.